# Nintendo Software Technology
Nintendo Software Technology (NST) est une entreprise de développement de jeux vidéo américaine, appartenant à Nintendo. Formée spécialement en 1998 pour produire des jeux adaptés au marché américain, NST est aujourd'hui[Quand ?] dirigée par Shigeki Yamashiro et installée à Redmond, Washington.

## Liste des jeux
- Ridge Racer 64, Nintendo 64
- Crystalis, Game Boy Color
- Pokémon Puzzle League,  Nintendo 64
- Wave Race: Blue Storm,  GameCube
- Nintendo Puzzle Collection (Japon uniquement), GameCube
- The Legend of Zelda: Ocarina of Time Master Quest, GameCube
- 1080° Avalanche, GameCube
- Mario vs. Donkey Kong, Game Boy Advance
- Ridge Racer DS, Nintendo DS
- Metroid Prime: Hunters, Nintendo DS
- Mario vs. Donkey Kong 2: March of the Minis, Nintendo DS
- Aura-Aura Climber, DSiWare
- Mario vs. Donkey Kong : Pagaille à Mini-Land !, Nintendo DS
- Project H.A.M.M.E.R., Wii (annulé)
- F-Zero 99, Nintendo Switch
- Mario vs. Donkey Kong, Nintendo Switch